# Luis Madrigal
Luis Guillermo Madrigal Gutiérrez (Los Mochis, Sinaloa, 10 de febrero de 1993) es un futbolista mexicano, juega como delantero centro y actualmente se encuentra en el Sporting Football Club de la Primera División de Costa Rica.

## Trayectoria

### Inicios y Club de Fútbol Monterrey
Hace su debut con el Club de Fútbol Monterrey el 7 de octubre de 2011, entrando como substituto en la victoria 3-2 de su club ante Estudiantes Tecos. Sus buenas actuaciones lo colocaron como cambio recurrente en el esquema táctico de Víctor Manuel Vucetich.
Consiguió ganarse el cariño de la afición, específicamente con un gol que le marcó a Tigres en el último minuto de los cuartos de final de la Copa MX del Apertura 2013, en donde quedarían empatados a dos, para más tarde eliminar a los 'felinos' en penales.

### Club de Fútbol Atlante
Para el Clausura 2014 el directivo del CF Monterrey, Luis Miguel Salvador confirmó que sería prestado 6 meses sin opción a compra al Atlante FC de la ciudad de Cancún, con el objetivo de continuar su formación en la escuadra azulgrana.

### Club de Fútbol Monterrey (Segunda Etapa)
Para encarar el Apertura 2014, vuelve a la sultana del norte para ayudar al cuadro Albiazul a llegar a los primeros planos del fútbol Mexicano.

### Querétaro Fútbol Club
Madrigal llega como refuerzo para la escuadra del Querétaro en calidad de préstamo para el torneo Apertura 2015, reencontrándose también con su antiguo entrenador Víctor Manuel Vucetich, el cual, fue quien lo debutara en la Primera División de México cuando dirigía al Monterrey, años atrás.

### Alebrijes de Oaxaca
Llega como refuerzo para el Alebrijes de Oaxaca en calidad de préstamo, de cara al torneo Apertura 2016 de la Liga de Ascenso de México. Busca su consagración como goleador con el objetivo de regresar a la Primera División. Se consagró campeón de liga de ascenso con la escuadra oaxaqueña consiguiendo el título de goleo. Obteniendo su mejor nivel en su carrera fubtbolística profesional. 

### Club de Fútbol Monterrey (Tercera Etapa)
En junio de 2018, se oficializó su regreso a Rayados, luego de pasar un semestre con Alebrijes de Oaxaca, siendo el primer refuerzo de cara al Apertura 2018.

### Club Deportivo Guadalajara
El 20 de diciembre de 2018, se hace oficial el traspaso de Madrigal a Chivas, en calidad de Préstamo por 1 año con opción a compra, siendo el cuarto refuerzo de cara al Clausura 2019.

### Club Necaxa
El 2 de enero de 2020, se oficializa su traspaso al Club Necaxa, en calidad de préstamo por 1 año con opción a compra, siendo el quinto refuerzo de cara al Clausura 2020.

### Salamanca CF UDS
En verano de 2020 el atacante se encontraba entrenando con Rayados de Monterrey, equipo que lo hizo debutar como profesional, pero no entraba en planes del técnico Antonio Mohamed, por lo que buscó acomodo en el extranjero.
El 7 de agosto de 2020, firma con el Salamanca CF UDS de la Segunda División B de España.

### Venados FC
En diciembre de 2020, Madrigal abandonó el Salamanca para integrarse en el Venados Fútbol Club Yucatán que participa en la Liga de Expansión MX.

## Selección nacional

### Sub-17
Luis Madrigal fue convocado por primera vez en el Tri, para poder participar en la Copa Mundial Sub-17 de 2009. Viajando así a Nigeria en donde se disputaría el torneo.
Marcó su primer gol ante la selección de Corea del Sur, pero aun así, acabando el encuentro con empate a uno, y cayendo en octavos de final al terminar el marcador 5-3 en penales, a favor de los surcoreanos.

### Sub-20
Disputó el Torneo Esperanzas de Toulon de 2013, mostrando su calidad en la cancha con la escuadra tricolor.
Formó parte del equipo mexicano que participó en la Copa Mundial Sub-20 2013 en Turquía.

### Participaciones en selección nacional
| Copa                | Categoría | Sede    | Resultado        |
| ------------------- | --------- | ------- | ---------------- |
| Mundial Sub-17 2009 | Sub-17    | Nigeria | Octavos de final |
| Concacaf Sub-20     | Sub-20    | México  | Campeón          |
| Mundial Sub-20 2013 | Sub-20    | Turquía | Primera Fase     |

## Palmarés

### Campeonatos nacionales
| Título     | Club      | País   | Año  |
| ---------- | --------- | ------ | ---- |
| Ascenso MX | Alebrijes | México | 2017 |

### Campeonatos internacionales
| Título                           | Club             | País   | Año  |
| -------------------------------- | ---------------- | ------ | ---- |
| Liga de Campeones de la Concacaf | Monterrey        | México | 2012 |
| Liga de Campeones de la Concacaf | Monterrey        | México | 2013 |
| Concacaf Sub-20                  | Selección Sub-20 | México | 2013 |